# Dogo Gang
La Dogo Gang è un collettivo hip hop italiano formato nel 2005 dai Club Dogo, Vincenzo da Via Anfossi, Marracash e Deleterio.

## Storia
Intorno al 2006, la Dogo Gang ha intensificato i suoi rapporti con il collettivo Spaghetti Funk, rappresentante della old school milanese. La collaborazione ha portato a diverse apparizioni di J-Ax nei video dei Club Dogo e di Marracash, come a collaborazioni in occasione del disco di Space One, Il ritorno, o di altre uscite discografiche.
Il debutto ufficiale del collettivo è avvenuto nel 2008, con la pubblicazione di Benvenuti nella giungla. Ciò nonostante, vari membri della Dogo Gang hanno avuto modo di farsi conoscere anche in precedenza, specialmente attraverso gli album pubblicati dai Club Dogo.
Nel 2023, con il ritorno dei Club Dogo, si riunisce anche il collettivo Dogo Gang.

## Formazione

### Club Dogo
Trio costituito da:

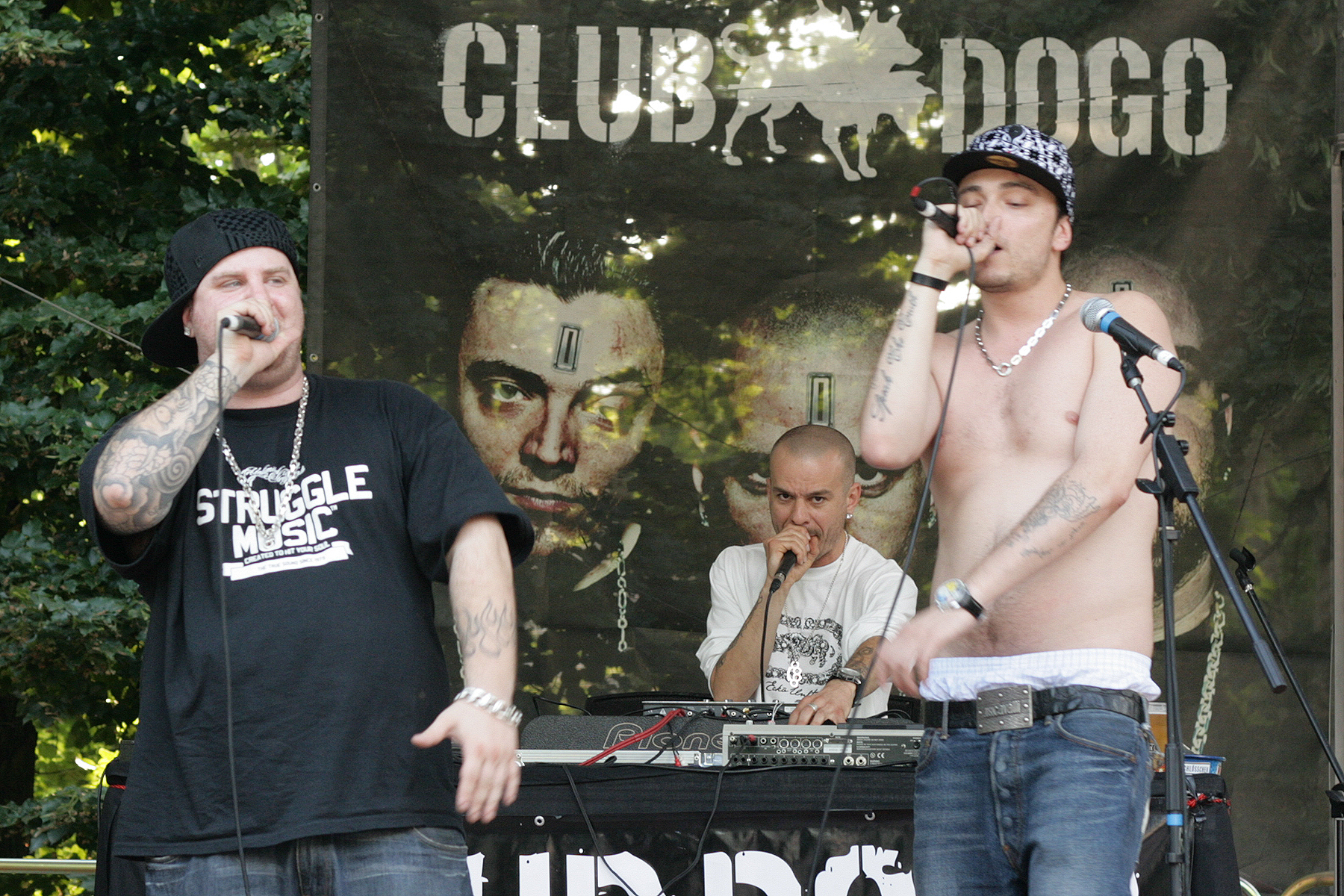
I Club Dogo in concerto, da sinistra Jake La Furia, Don Joe e Guè

- Don Joe: originario di Bresso, ha collaborato per alcuni anni nel team di produzione della cantante soul Irene Lamedica, partecipando ai suoi tour come MC. Nel corso degli anni ha prodotto numerosi artisti della scena italiana e ha realizzato alcune collaborazioni anche con artisti stranieri, come Grand Agent. Insieme a DJ Shocca e Shablo fa parte del collettivo di DJ The Italian Job.
- Jake La Furia: entra in contatto con la cultura hip hop attraverso il writing, che comincia a praticare intorno al 1993. Alle sue esperienza di graffiti-writer deve il suo primo nickname, Fame. Poco più tardi approda all'MCing, divenendo uno degli MC più noti della zona milanese.
- Guè: originario di Milano, viene in contatto con Jake La Furia ai tempi del liceo, al Muretto, storico ritrovo dell'hip hop milanese. Eredita dal padre l'amore per la scrittura, caratterizza il suo stile unendo allo slang e alle tematiche più prettamente hip hop temi alti ed un lessico non comune.

### Marracash

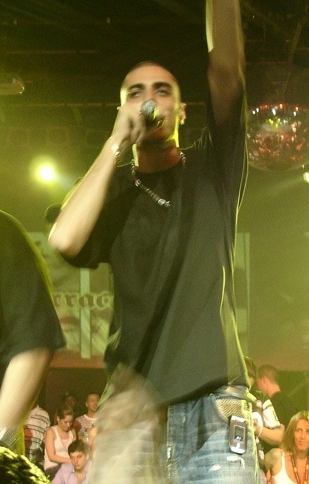
Marracash

Siciliano di origine e milanese d'adozione, nel 1998 conosce l'hip hop ascoltandolo dal vivo al Muretto. Ha esordito ufficialmente nel 2005 con il mixtape Roccia Music I. Ha collaborato con numerosi artisti della scena hip hop tra cui J-Ax, Club Dogo, Big Fish, Crookers, Co'Sang, Entics, Emis Killa, Inoki, Noyz Narcos, The Bloody Beetroots, Fabri Fibra, Fedez e Salmo.
Il 13 giugno 2008 esce il suo primo disco solista, Marracash, mentre l'anno successivo ha partecipato insieme ad altri 55 artisti italiani alla realizzazione del singolo Domani 21/04.2009, in ricordo delle vittime colpite dal Terremoto dell'Aquila del 2009. A partire dal 2010 il rapper ha pubblicato altri sette album in studio: Fino a qui tutto bene, King del rap, Status, Santeria (realizzato con Gué Pequeno), Persona, Noi, loro, gli altri e È finita la pace.

### Vincenzo da Via Anfossi

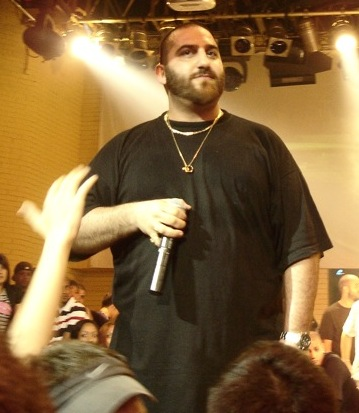
Vincenzo da Via Anfossi

Dapprima writer con lo pseudonimo di Aken, Vincenzo da Via Anfossi entra nel mondo dell'hip hop negli anni novanta, divenendo membro degli Armata 16. Dopo aver pubblicato un album con questi ultimi, Vincenzo si lega ai Club Dogo, iniziando a seguirli come hype man nei concerti. L'11 gennaio 2008 è stato pubblicato il suo primo album solista, L'ora d'aria, seguito nel 2014 dal secondo album V.I.P. - Vera impronta popolare.

### Deleterio
Produttore italo-angolano, diplomatosi come ingegnere del suono nel 1999, con un background nella scena hip hop e writing milanese, fonda nel 2000 l'etichetta indipendente HAH records collaborando alla produzione di MC Mars su ritmiche hip hop e jungle. Gestisce il suo studio a Milano, dove collabora alla produzione dei brani dell'intero collettivo. Verso la fine del 2013 entra a far parte del collettivo fondato da Marracash, la Roccia Music, e nel mese di gennaio 2014 pubblica il suo album di debutto, intitolato Dadaismo e distribuito dalla Universal Music Group.

### DJ Harsh
È l'ultimo ad esser entrato nella Dogo Gang. Dopo una serie di set dove ha messo in mostra le sue doti di disc jockey, ha collaborato insieme a Guè nella creazione dei mixtape Fastlife Mixtape Vol. 1, Fastlife Mixtape Vol. 2 - Faster Life, Fastlife Mixtape Vol. 3, Fastlife 4 e di Rimo da quando mixtape. Insieme a Don Joe ha pubblicato i mixtape Dogoinfamous Mixtape Volume 1 e Dogoinfamous Mixtape Volume 4, mentre ha prodotto da solo Dogoinfamous Mixtape Volume 3. Ha collaborato anche insieme a Karkadann nel suo mixtape Tunzi Fi Shlekka.
Nel 2011 ha fondato insieme a Guè l'etichetta discografica Tanta Roba, la cui prima pubblicazione è stata Il mio primo disco da venduto del rapper Fedez.

### Emi Lo Zio
Al secolo Emiliano Ronchi (11 maggio 1980), appare una sola volta come rapper nel brano Italia 90 (piazze), sul disco Benvenuti nella giungla. Compare in diversi videoclip del Club Dogo, di cui cura gli aspetti logistici. Jake La Furia, che per il forte legame lo considera un cugino, gli ha dedicato il brano Vida loca, presente in Mi fist. Nel 2012 è apparso nel film I 2 soliti idioti con i Club Dogo.
Appare in un breve messaggio finale nell'album di Max Pezzali Hanno ucciso l'Uomo Ragno 2012, alla fine della traccia Hanno ucciso l'Uomo Ragno (feat Dargen D'Amico).

### Ted Bee
Pseudonimo di Marco Villa e precedentemente noto come Ted Bundy, è un MC della provincia nord di Milano (Lainate); inizia a cantare a 16 anni nella Dogo Gang abituato ad utilizzare la scrittura come valvola di sfogo, partorisce rime su riflessioni drammatiche, socio-fantapolitiche e storytelling ambientati in epoche più disparate.

## Discografia
- 2005 – Roccia Music I (con Marracash)
- 2008 – Benvenuti nella giungla